# Август Лудвиг фон Ностиц
Август Лудвиг Фердинанд фон Ностиц-Ранзен (на немски: August Ludwig Ferdinand Graf von Nostitz-Rieneck-Ransen; * 27 декември 1777 в Цесел близо до Олешница; † 28 май 1866 в Берлин или в имението Цобтен при Льовенберг, Силезия) е благородник от род Ностиц-Ранзен, пруски генерал на кавалерията, генерал-адютант на Фридрих Вилхелм III и от 1850 до 1859 г. пруски пратеник в Хановер и Олденбург, също наследствен господар в Цобтен и Зирова. Той спасява в битката при Лигни живота на генерал-фелдмаршал фон Блюхер.
Той е син на граф Георг Август фон Ностиц (1709 – 1795) и съпругата му фрайин Жанета фон Райзвиц (1756 – 1840). Баща му е пруски лейтенант и адютант на генерал-лейтенант Паул фон Вернер също господар в Цобтен при Льовенберг.
Август Лудвиг фон Ностиц става през 1802 г. секонде-лейтенант в пруската войска. През [[Война на Четвъртата коалиция|Войната на Четвъртата коалиция] той се бие в битката при Йена, попада в плен при Пренцлау и по негова честна дума е освободен.
След войната той става на 10 юли 1809 г. шаб-ритмайстер на войската, напуска на 24 февруари 1810 г. и пътува през Италия и Франция, където е представен също на Наполеон в Париж. След това той се бие в множество битки и е награден с няколко ордена. На 17 декември 1813 г. е повишен на майор. На 6 октомври 1819 г. той става адютант на крал Фридрих Вилхелм III. На 18 юни 1825 г. е повишен на генерал-майор и на 5 ноември 1828 г. генерал-адютант на краля, но остава командир на бригада, получа ордени. През 1828 г. той е в главната квартира на цар Николай I, който го награждава с „Ордена Свети Александър Невски“.
От 24 септември 1830 до 30 март 1832 г. той е шеф на генералния щаб на провинциите Долен Рейн и и Вестфалия. На 30 май 1835 г. той е 2. комендант на Берлин. На 30 март 1838 г. той е повишен на генерал-лейтенант, остава генерален адютант на краля. На 15 май 1848 г. той се пенсионира. На 30 януари 1849 г. той получава титлата генерал на кавалерията. От 1850 до 1859 г. той е пруски пратеник в Хановер.
Август Лудвиг фон Ностиц умира на 88 години на 28 май 1866 г. в Берлин или в имението Цобтен при Льовенберг/Лвовек Шльонски в Силезия и е погребан там на 31 май 1866 г.

## Фамилия
Август Лудвиг фон Ностиц се жени на 8 май 1829 г. в Берлин за Клара Луиза Августа фон Хатцфелд (* 8 март 1807; † 14 януари 1858), дъщеря на 1. княз Франц Лудвиг фон Хатцфелд (1756 – 1827), херцог на Трахенберг, и графиня Мария Фридерика Каролина фон дер Шуленбург цу Кенерт (1779 – 1832). Те имат децата:
- Мария Паулина Йохана Амалия Матилда (* 6 август 1832), омъжена за Франц Грим фон Грименщайн (* 2 декември 1819; † 29 март 1892), пруски премиер-лейтенант, почетен рицар на Малтийския орден, син на генерал Франц Кристиан Грим фон Грименщайн (1768 – 1846)[3]
- Франциска/ Анна (* 13 септември 1833, Цобтен ам Бобер; † 7 август 1870, Бертелсдорф), омъжена (трета съпруга) на 19 ноември 1861 г. в Цобтен ам Бобер за граф Александер Щрахвиц фон Грос-Цаухе и Каминец (* 20 юли 1817, Закрау; † 14 февруари 1866, Бертелсдорф)
- Фридрих (1835 – 1916), пруски майор, женен за Елинор фон Йонстон (1868 – 1938)